# Liparis rotundirostris
Liparis rotundirostris és una espècie de peix pertanyent a la família dels lipàrids.

## Descripció
- Fa 14,8 cm de llargària màxima.[5][6]

## Hàbitat
És un peix marí, demersal i de clima temperat que viu entre 34 i 80 m de fondària.

## Distribució geogràfica
Es troba al Pacífic nord-occidental: la costa oriental de Sakhalín.

## Observacions
És inofensiu per als humans.